# Hermann Kalbfuß
Hermann Eugen Kalbfuß (gelegentlich auch Kalbfuss) (* 19. Februar 1887 in Darmstadt; † 5. April 1918 in Puisieux (Pas-de-Calais)) war ein deutscher Historiker, Philosoph und Zeichner.

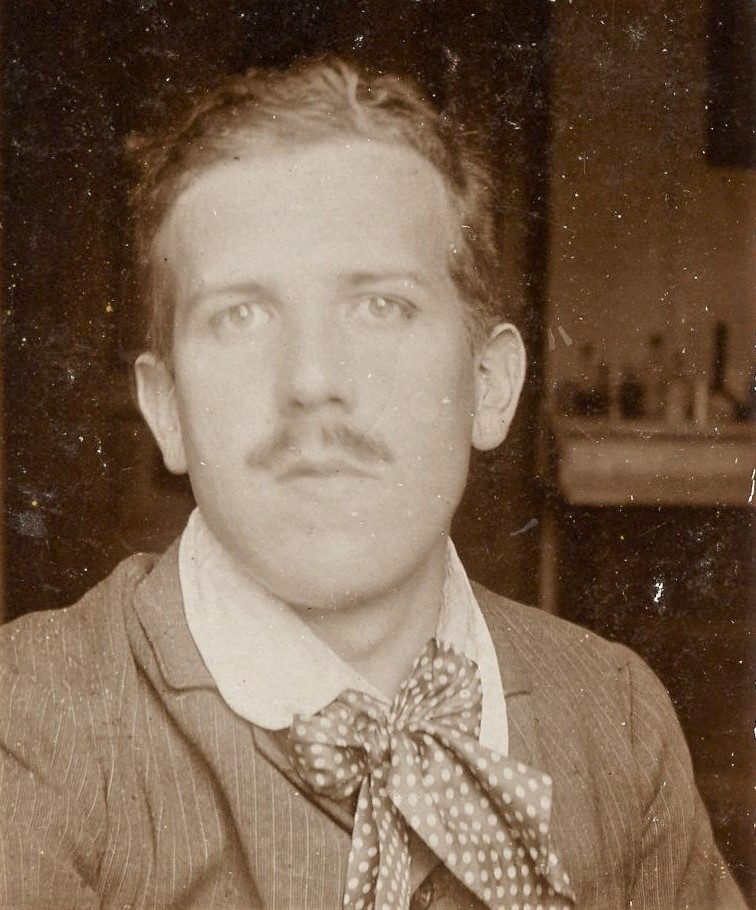
Porträt von Hermann E. Kalbfuß (1887–1918)

## Leben und Wirken
Hermann Kalbfuß „entstammte einer gutbürgerlichen Kaufmannsfamilie mit behäbiger, doch nicht üppiger Lebensführung.“ Nach dem Besuch der Vorschule des Großherzoglichen Gymnasiums in Darmstadt von Juni 1893 bis zum 26. April 1900 und des Ludwig-Georgs-Gymnasiums bis 1905 studierte er Geschichte, Kunstgeschichte, Germanistik und Geographie an den Universitäten Heidelberg (Sommer 1905 bis Sommer 1907), Straßburg (Winter 1906/1907) und Gießen (Sommer 1907 bis Winter 1908/1909) und bestand im Sommer 1909 an der Landesuniversität die Prüfung für das höhere Lehramt in Geschichte, Deutsch und Geographie und am 10. Juni 1909 das mündliche Doktorexamen in mittlerer und neuer Geschichte, alter Geschichte und Kunstwissenschaft. Einer seiner Professoren war der Philosoph Wilhelm Windelband (1848–1915), den er in seinen Vorlesungen in Heidelberg gehört hatte. Im Sommersemester 1905 trat er der Verbindung Karlsruhensia bei.
Von Frühjahr 1910 bis Oktober 1912 unterstützte er als Volontär des Preußischen Historischen Instituts in Rom Paul Fridolin Kehr bei seinen Arbeiten an der Italia pontificia durch Recherchen zur Stauferzeit in oberitalienischen Archiven.
Kalbfuß nahm am Ersten Weltkrieg teil und fiel am 5. April 1918 bei Puisieux.
Kalbfuß’ Edition der Urkunden und Regesten zur Reichsgeschichte Oberitaliens wurde als wertvoll erachtet und seine Untersuchung über die Entstehung der „Narratio de electione Lotharii“ wurde als maßgebend gewertet.

## Werke
- Kloster Schiffenberg bis zu seiner Einverleibung in den deutschen Orden 1323. Dissertation Universität Gießen, Gießen 1909.
- Die Deutschordenskommende Schiffenberg. In: Mitteilungen des Oberhessischen Geschichtsvereins. Neue Folge, Band 18, 1910, S. 8–84.
- Zur Entstehung der „Narratio de electione Lotharii“. In: Mitteilungen des Instituts für Österreichische Geschichtsforschung, 31 (1910), S. 538–557.
- Die Staufischen Kaiserwahlen und ihre Vorgeschichte. In: Mitteilungen des Instituts für Österreichische Geschichtsforschung, 34 (1913), S. 1–20.
- Urkunden und Regesten zur Reichsgeschichte Oberitaliens. 1913
- Eine bologneser ars dictandi des XII. Jahrhunderts. In: Quellen und Forschungen aus italienischen Archiven und Bibliotheken, 16 (1914).

## Bildergalerie
Während seines Aufenthalts in Frankreich hatte Hermann Kalbfuss Skizzen von verschiedenen Ortschaften längs der belgischen Grenze gezeichnet.

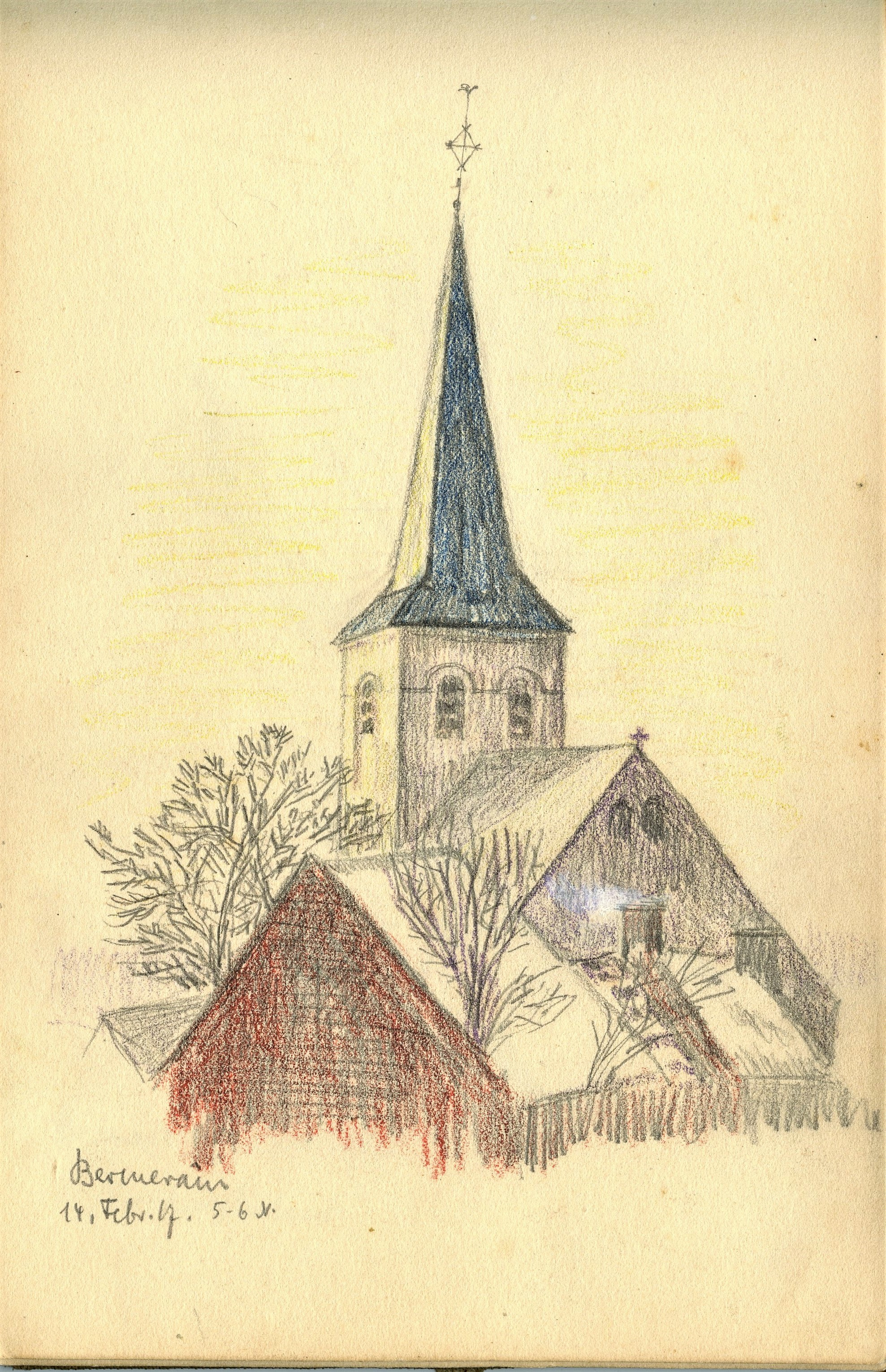
Bermerain: L'église de l'Assomption (14. Februar 1917)
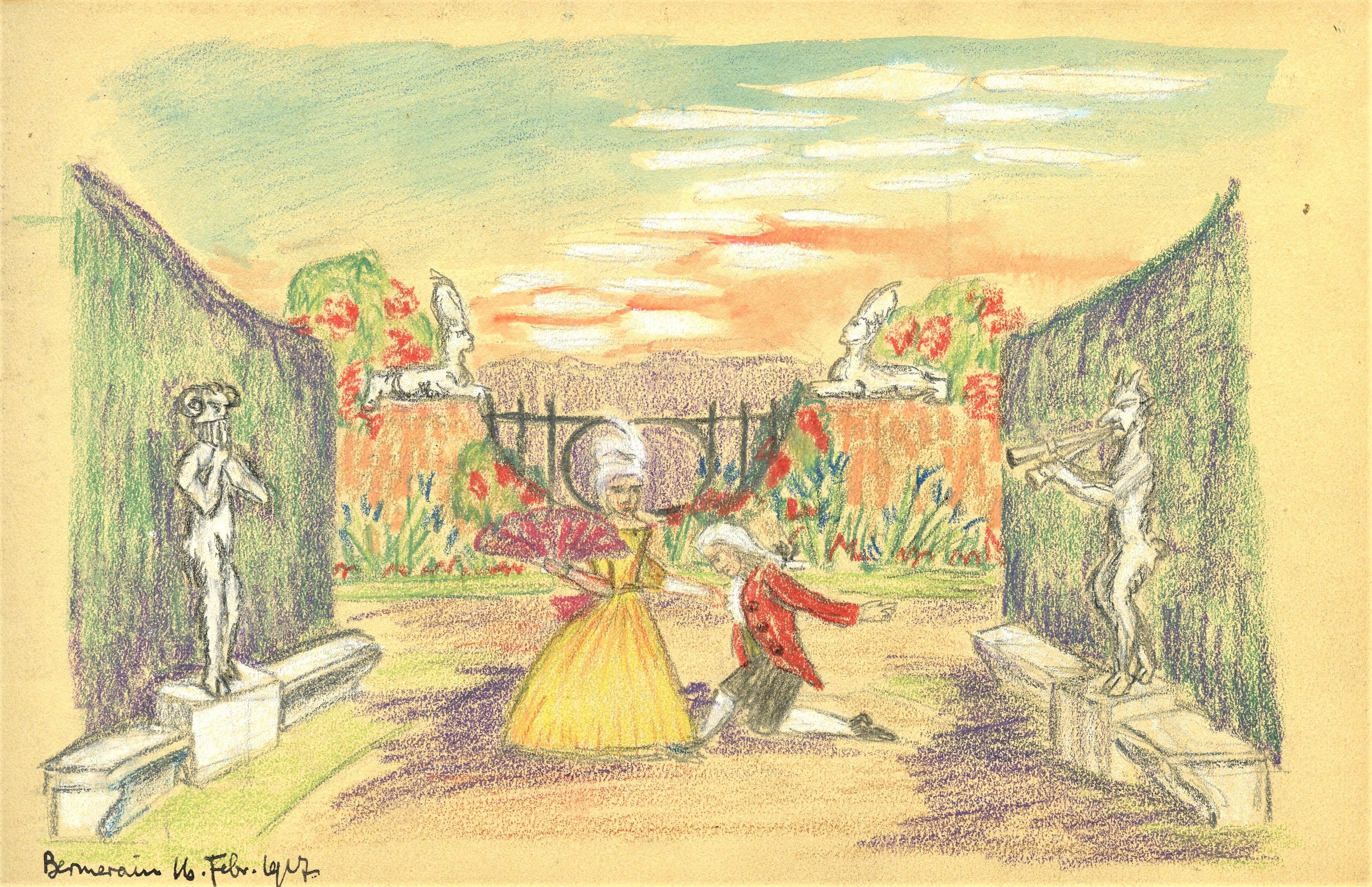
Bermerain (16. Februar 1917)
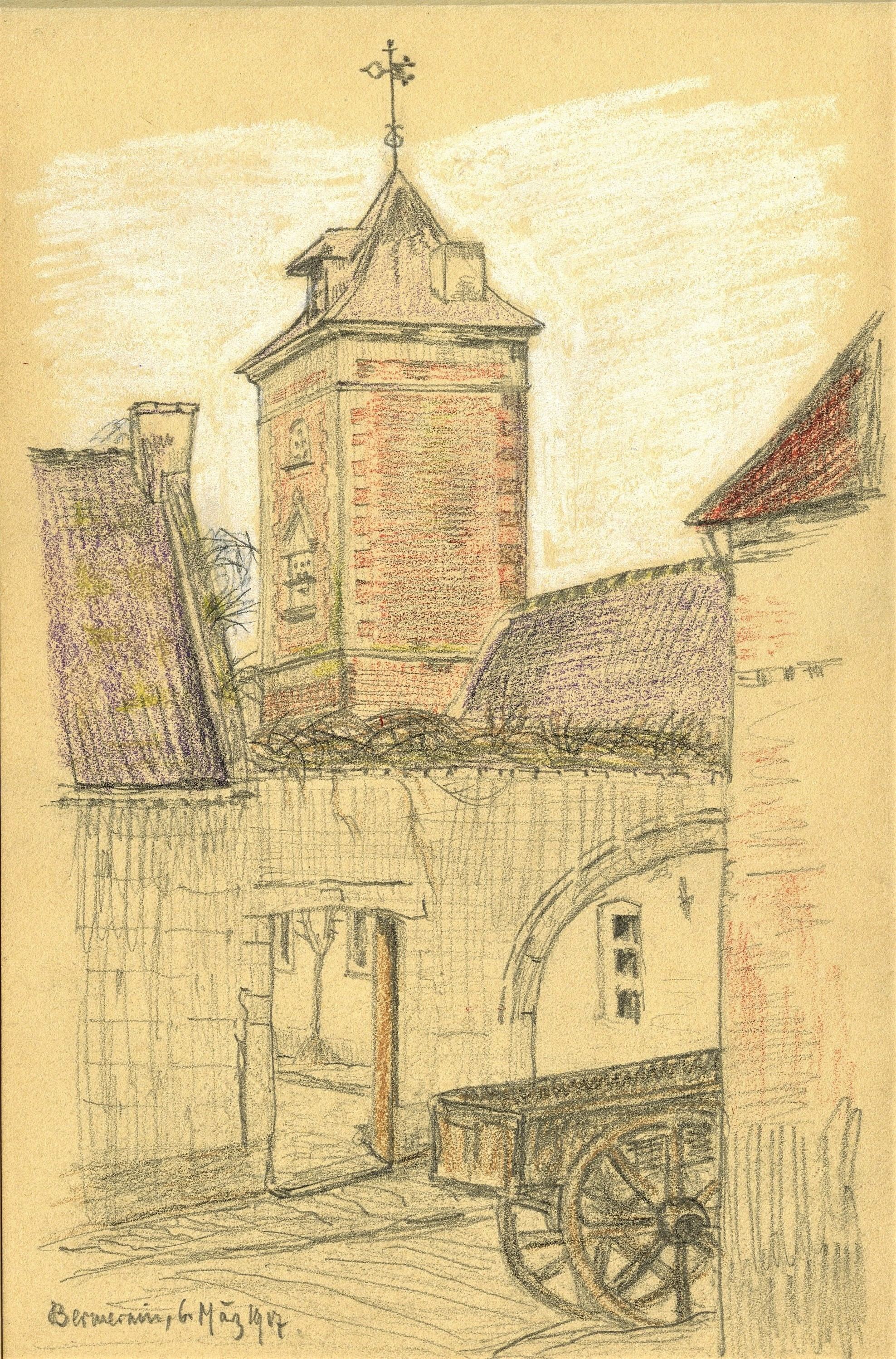
Bermerain (6. März 1917)
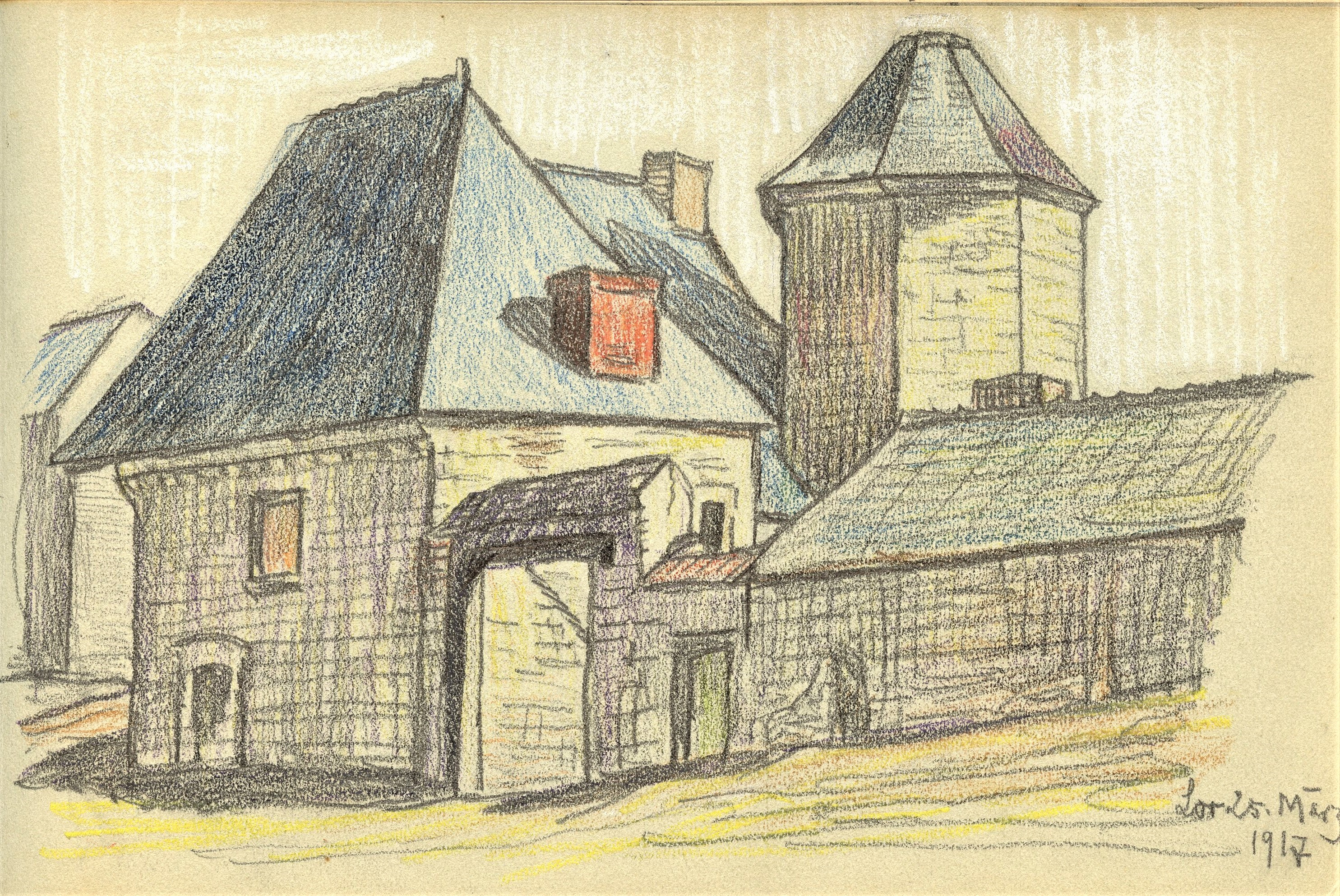
Lor (25. März 2017)
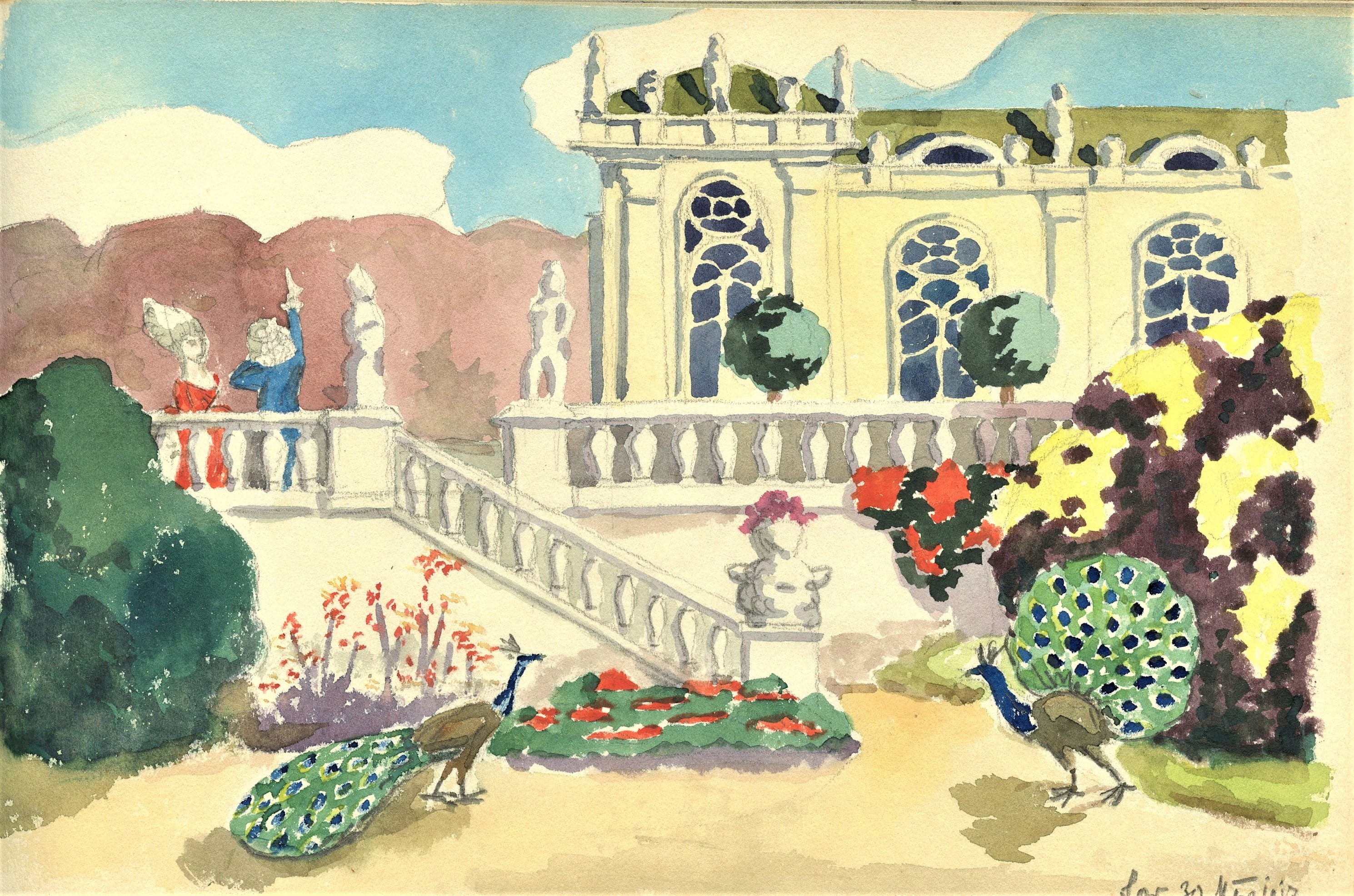
Lor (30. März 2017)
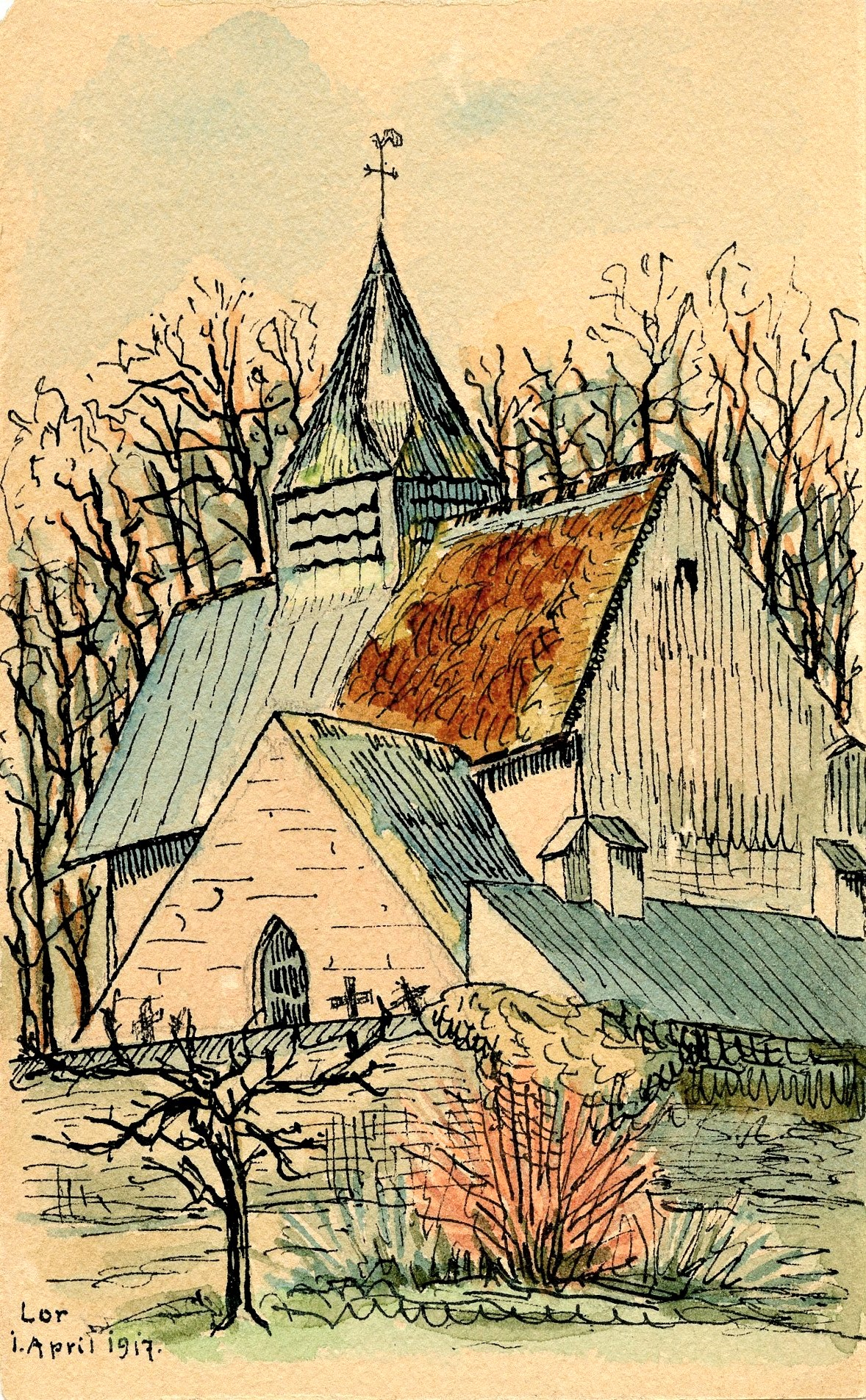
Lor (1. April 2017)
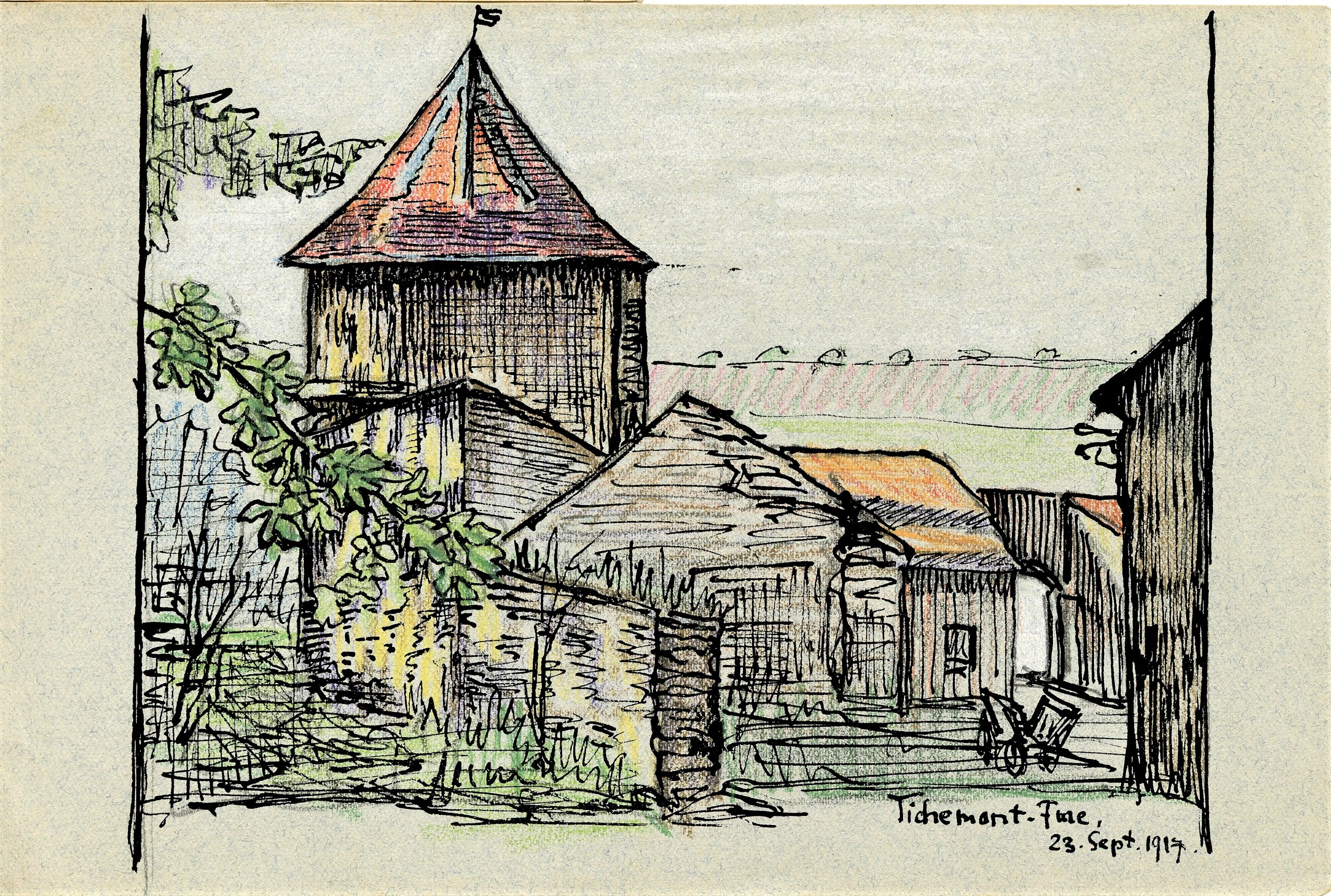
Tichémont (23. September 1917)
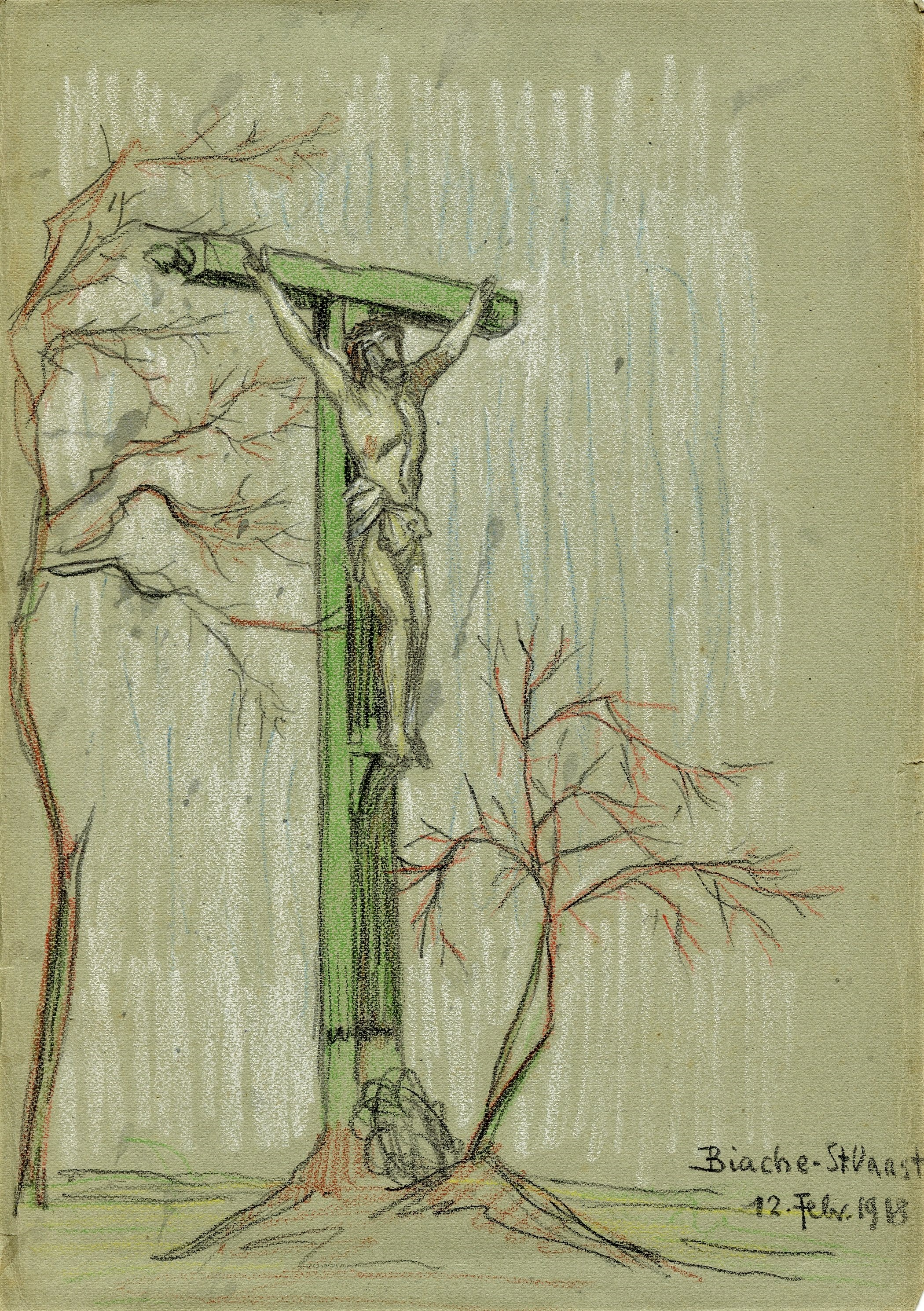
Biache-Saint-Vaast (17. Februar 1918)